# Cuilapan de Guerrero
Cuilapan de Guerrero är en kommunhuvudort i Mexiko.   Den ligger i kommunen Cuilápam de Guerrero och delstaten Oaxaca, i den sydöstra delen av landet, 400 km sydost om huvudstaden Mexico City. Cuilapan de Guerrero ligger 1 558 meter över havet och antalet invånare är 10 782.
Terrängen runt Cuilapan de Guerrero är kuperad åt nordväst, men åt sydost är den platt. Runt Cuilapan de Guerrero är det tätbefolkat, med 570 invånare per kvadratkilometer. Närmaste större samhälle är Oaxaca de Juárez, 11,5 km nordost om Cuilapan de Guerrero. I omgivningarna runt Cuilapan de Guerrero växer huvudsakligen savannskog.